# 大里晴信
大里 晴信（おおさと はるのぶ、1931年10月1日 - 2019年4月21日）は、茨城県常総市出身の元プロ野球審判員。審判員袖番号は5。

## 来歴・人物
茨城県立水海道第一高等学校（のちに同校野球部監督も務めた）を経て法政大学を卒業後、1959年にセ・リーグ審判部入局。1981年からインサイドプロテクターを使用し、長らく中堅審判員として活躍したが、1973年6月12日の巨人対阪神タイガース戦で江夏豊が王貞治に対して投じた内角球をボールと判定したところ不服に思った江夏に突き飛ばされて、江夏を退場処分とした。また1990年の巨人対ヤクルト開幕戦で、巨人の打者・篠塚和典がヤクルトの内藤尚行から放ったライトポール際の打球を、一塁塁審の大里がホームランと判定した。
その疑惑のジャッジがもとで二軍落ちを経験し、その後復帰するも、試合中に暴言を吐いた選手に対して退場処分を下すことができないなど精神的動揺は隠せず、結局その年で引退した。なお、セ・リーグでは、その年から「審判4人制」がスタートしたばかりであり、それに伴って定年年齢である55歳以上の審判員の大半が引退している（残った審判は岡田功と大里の二人）。その他、広岡達朗にも「巨人贔屓の審判」として槍玉に挙げられたこともある。
通算3036試合出場。オールスターには5回（1968年、1970年、1971年、1983年、1987年。内1971年第3戦、1983年第1戦で球審）出場したが、日本シリーズの出場経験はない。引退後は1995年まで審判指導員、その後はプロ野球マスターズリーグなどで審判員を務めた。マスターズリーグでは的確なジャッジを行っており、審判員代表で表彰されている。
2019年4月21日死去。満87歳没